# Kashihara

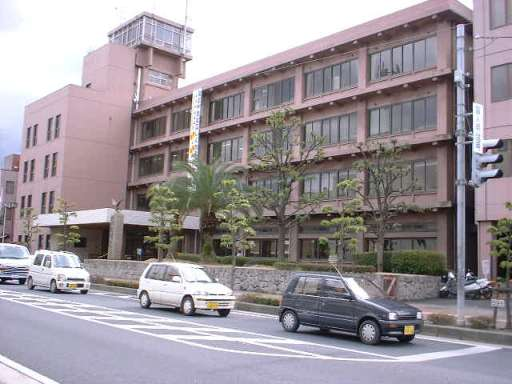
Ajuntament de Kashihara

Kashihara (橿原市, Kashihara-shi) és una ciutat i municipi de la prefectura de Nara, a la regió de Kansai, Japó. És el segon municipi més populós de tota la prefectura després de la ciutat de Nara, la capital prefectural. La ciutat de Kashihara té una gran importància històrica per al Japó, ja que es on hi hagué Fujiwara-kyō antiga capital del Japó des de l'any 694 al 710 i on l'Emperador Jinmu creà el Japó i ascendí al tron del crisantem.

## Geografia
La ciutat de Kashihara es troba localitzada a la part central de la prefectura de Nara. Tot i trobar-se a la part sud de la conca de Nara, al municipi s'hi troben nombroses muntanyes com ara el mont Unebi, el mont Amanokagu i el mont Miminashi, tots ells pertanyents als tres monts de Yamato o Yamato sanzan (大和三山). El terme municipal de Kashihara limita amb els de Kōryō i Tawaramoto al nord; amb Gose i Yamato-Takada a l'oest; amb Sakurai a l'est i amb Asuka i Takatori al sud.

## Història
Des del període Nara fins a la fi del període Tokugawa, la zona on actualment es troba el modern municipi de Kashihara va pertànyer a l'antiga província de Yamato. L'actual ciutat de Kashihara va ser fundada l'11 de febrer de 1956 fruit de la fusió de les viles de Yagi, Imai i Unebi i els pobles de Kamokimi, Kanahashi, Niizawa i Masuge, tots ells pertanyents al districte de Takaichi, així com el poble de Miminashi, pertanyent al districte de Shiki. La toponímia dels antics municipis encara roman als noms dels barris i de les estacions de ferrocarril.
La ciutat de Kashihara, tot i ser de recent creació, té un lloc important a la història i la mitologia nacional japonesa. Entre el 694 i el 710, la capital del Japó, la ciutat de Fujiwara-kyō, es trobà a aquesta zona. També s'ha cregut sempre que l'Emperador Jinmu, fundador del Japó, va conquerir el tron amb l'ajut de l'ocell daurat de tres potes (八咫烏, Yatagarasu) trobat a la zona (el qual té un monument a la plaça de l'estació de Yamato-Yagi). Per acabar, cal assenyalar que Imai (avui dia integrada dins de Kashihara) va ser una de les ciutats autònomes més riques i prosperes de tot el Japó durant el segle xvi, d'on vé la dita popular Umi no Sakai, riku no Imai (en català: 'de la mar Sakai, de l'interior Imai').

## Administració
Aquesta és la llista dels alcaldes de Kashihara des de la fundació de la ciutat:

### Alcaldes
- Saburō Yoshikawa (1956-1972)
- Yoshimi Mori (1972-1975)
- Tarō Miura (1975-1992)
- Shirō Okahashi (1992-1995)
- Yutaka Asoda (1995-2007)
- Yutaka Morishita (2007-2019)
- Tadahiko Kameda (2019-present)

## Demografia
| 1920    | 1930    | 1940    | 1950    | 1960   | 1970   | 1980    |
| ------- | ------- | ------- | ------- | ------ | ------ | ------- |
| ND      | ND      | ND      | ND      | 49.954 | 75.508 | 107.316 |
| 1990    | 2000    | 2010    | 2020    | 2030   | 2040   | 2050    |
| 115.554 | 125.505 | 125.573 | 121.625 | -      | -      | -       |

## Transport

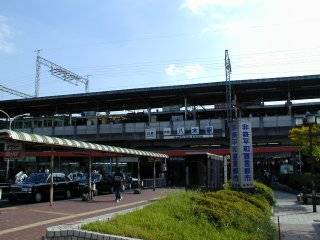
Estació de Yamato-Yagi

### Ferrocarril
- Companyia de Ferrocarrils del Japó Occidental (JR West)
  - Kaguyama - Unebi - estació de Kanahashi
- Ferrocarril Kinki Nippon (Kintetsu)
  - Masuga - Yamato-Yagi - Miminashi - Ninokuchi - Yagi-Nishiguchi - Unebi-goryōmae - Kashiharajingū-mae - Bōjō - Kashiharajingū-nishiguchi - Okadera

### Carretera
- Autopista de Kyoto-Nara-Wakayama (Keinawa)
- Nacional 24 - Nacional 165 - Nacional 166 - Nacional 169

## Agermanaments
- Miyazaki, prefectura de Miyazaki, Japó. (11 de febrer de 1966)
- Luoyang, província de Henan, RPX. (12 de febrer de 2006)